# Majavajärvi (sjö i Lappland, lat 68,98, long 28,42)
Majavajärvi är en sjö i Finland. Den ligger i kommunen Enare i landskapet Lappland, i den norra delen av landet, 1 000 km norr om huvudstaden Helsingfors. Majavajärvi ligger 145 meter över havet. Arean är 66,7 hektar och strandlinjen är 8,57 kilometer lång. Sjön  ingår i Pasvik älvs huvudavrinningsområde. 